# Афро-иракцы
А́фро-ира́кцы, иракские не́гры (араб. زنوج العراق‎) — этническая группа в современном Ираке, потомки зинджей (так арабы называли темнокожих рабов из южной и восточной Африки). Большинство афро-иракцев живёт в южном портовом городе Басре, разговаривает на арабском языке и исповедует ислам. По некоторым данным, число афро-иракцев доходит до 1,5—2 млн человек.

## Происхождение
Большинство афро-иракцев являются потомками моряков, торговцев и рабов, привезённых на территорию современного Ирака из региона, который арабы называли Зендж. Работорговля была начата арабами в IX веке и продолжалась вплоть до XIX века. Рабство было распространённым явлением в Халифате, однако большинство рабов было занято в домашнем хозяйстве и обслуживании, и потому было разъединено. В классической форме рабский труд применялся лишь в низовьях Тигра и Евфрата — здесь большие группы рабов, живших в казарменных условиях, занимались расчисткой солончаков. В 869 году в районе Басры вспыхнуло восстание зинджей. Халифат, занятый борьбой с Якубом ас-Саффаром, не мог в то время заняться подавлением восстания. Лишь после победы в Южном Иране халиф, вернувшись с армией в Месопотамию, смог в 879 году разбить повстанцев.

## В современном Ираке
Несмотря на то, что расизм противоречит исламу и законодательной системе Республики Ирак, принятой в 1921 году, чернокожее меньшинство подвергается различным видам дискриминации. Хотя рабство считается искоренённым явлением, афро-иракцы работают слугами в домах старейшин иракских племён. Общественность считает негров «неполноценными» людьми, в то время как древние арабские мыслители, как аль-Джахиз в «Превосходстве негров над белыми», пытались критиковать данное явление.
Большинство иракцев против смешанных браков между неграми и садат (господа, сеиды). Слово ’абд (раб) используется иракцами как оскорбительное выражение в отношении темнокожих. Ни один афро-иракец не смог добиться поста министра, депутата в национальном парламенте или члена муниципального совета.

но некоторые афроиракцы говорят, что это противоречит "В стране, которая вращается вокруг религии, а не расы, термин "абд" может использоваться светлокожими иракцами в обыденной манере, чтобы описать чей-то темный цвет лица. Темнокожие иракцы говорят, что это слово может или не может считаться оскорблением, в зависимости от того, как оно используется, и от намерения говорящего". подразумевает, что расизм не такая уж большая проблема, и некоторые из них достигли продвинутых позиций, несмотря на то, что Ирак беден